# سبحان پسندیده
سید سبحان پسندیده (زادهٔ ۴ آبان ۱۳۷۸) بازیکن فوتبال اهل ایران است که در پست مدافع چپ برای باشگاه فوتبال خیبر خرم‌آباد در لیگ برتر خلیج فارس بازی می‌کند.
وی پس از گذراندن آموزش‌های اولیه در باشگاه فوتبال پدیده ساری به آکادمی فوتبال سپاهان اصفهان پیوست وی سپس برای گذراندن دوران سربازی، به باشگاه فوتبال ملوان بندر انزلی منتقل شد و پس از پایان خدمت به باشگاه فوتبال هوادار پیوست.

## دوران باشگاهی
تیم جوانی
سبحان پسندیده سابقهٔ بازی در باشگاه فوتبال پدیده ساری را دارد.
سپاهان اصفهان
وی پس از عملکرد خوب در تیم پدیده ساری به سپاهان اصفهان پیوست
ملوان
سبحان پسندیده سپس برای گذراندن دوران سربازی، به باشگاه فوتبال ملوان بندر انزلی منتقل شد
هوادار تهران
وی پس از پایان خدمت سربازی در اوایل سال ۱۴۰۲ به باشگاه فوتبال هوادار تهران پیوست.
استقلال خوزستان
پسندیده در ۶ مردادماه ۱۴۰۳ با قراردادی ۲ ساله به تیم قزوینی شمس آذر منتقل شد.
پسندیده در شهریورماه همان سال بنا به دلایلی این تیم را ترک کرد و راهی استقلال خوزستان شد.